# Pierre François Joseph Durutte
Pierre François Joseph Durutte [ejtsd: dürütt] (Douai, 1767. július 14. – Ypern, 1827. augusztus 18.) gróf, francia tábornok.

## Élete
1792-ben lépett a hadseregbe, és a forradalom háborúiban fokról-fokra emelkedett. Napóleon 1803-ban a toulouse-i hadosztály parancsnokává nevezte ki. Az Ausztria ellen viselt háborúkban az itáliai francia hadsereg soraiban küzdött; kitűnt 1809-ben a győri ütközetben. Később Amszterdam kormányzója, 1812-ben Berlin parancsnoka lett. Küzdött továbbá Lützennél, Bautzennél, Dennevitznél és Lipcsénél. A francia hadsereg visszavonulása alkalmával Freiburgnál megmentette a francia tüzérséget, és Metzet védelmi állapotba helyezte. A párizsi béke után XVIII. Lajos a metzi 3. katonai divízió parancsnokává nevezte ki, de a száz nap alatt mégis Napóleonhoz pártolt, és a waterlooi csatában kétségbeesett hősiességgel küzdött. A második párizsi béke (1815) után alkalmazás nélkül maradt.